# Орден «Честь и слава»
О́рден «Че́сть и сла́ва» (абх. «Ахьдз-апша» аорден) — высший орден Абхазии. Учреждён Народным Собранием (Парламентом) Республики Абхазия 10 января 2002 года.

## Степени
Орден состоит из трёх степеней:
- Орден «Честь и слава» первой степени.
- Орден «Честь и слава» второй степени.
- Орден «Честь и слава» третьей степени.

Особо отличившиеся во время боевых действий подразделения и военные корабли могут награждаться лентой цветов ордена, которая крепится вверху древка знамени военной части или корабля.

## Порядок награждения
Награждение орденом производится Указом Президента Республики Абхазия. Одно и то же лицо не может быть дважды награждено той же степенью ордена, а также более низкой степенью ордена, чем ранее им полученная.
При получении более высокой степени ордена, более низкая степень передаётся в Комиссию по наградам при Президенте Республики Абхазия для последующего награждения, при этом рядом с номером гравируются восьмиконечные звёздочки по количеству повторных награждений. Исключением являются знаки ордена, полученные за боевые заслуги, а также знаки ордена, которыми награждены иностранцы.
В случае смерти кавалера ордена первой степени, принадлежавшая ему награда передаётся Комиссии по наградам при Президенте Республики Абхазия для последующей передачи в экспозицию Государственного музея Республики Абхазия. Исключением являются знаки ордена первой степени, которыми награждены иностранцы.
В случае смерти кавалеров ордена второй и третьей степени, принадлежавшие им знаки ордена остаются на хранении у семьи, если Комиссией по наградам при Президенте Республики Абхазия не будет принято иное решение.
Первой степенью ордена награждаются:
- граждане Республики Абхазия:
  - за исключительные заслуги перед Республикой Абхазия, коренным образом повлиявшие на судьбу народа и государства;
  - за успешное проведение таких военных операций в масштабе всех Вооружённых Сил, в результате которых противник потерпел решающее поражение и был принуждён к отступлению за пределы Республики Абхазия;
  - за особо выдающиеся достижения в области науки, культуры и искусства, получившие международное признание и прославившие Абхазию.

- граждане иностранных государств:
  - руководители дружественных Республике Абхазия государств не ниже уровня главы правительства и председателя парламента,
  - государственные, военные, общественные и политические деятели, внёсшие особо выдающийся вклад в укрепление международного мира и стабильности, развитие демократии и дружественных отношений между народами,
  - деятели науки, культуры и искусства, творчество которых получило международное признание.

Второй степенью ордена нараждаются:
- государственные, военные, общественные деятели, деятели науки, культуры и искусства Республики Абхазия:
  - за крупные успехи во внешней политике, способствовавшие повышению международного авторитета Республики Абхазия, укреплению её безопасности и защите национальных интересов;
  - за крупные успехи, имеющие стратегическое значение, достигнутые в ходе боевых действий по защите Республики Абхазия при командовании подразделениями не ниже уровня полка;
  - за крупные успехи, способствовавшие значительному укреплению обороноспособности и повышению безопасности государства;
  - за крупные достижения, способствовавшие качественному улучшению экономической ситуации, повышению жизненного уровня и социальной защищённости граждан;
  - за крупные достижения в области науки, культуры, искусства, получившие всенародное признание, способствовавшие повышению уровня и авторитета отечественных науки, культуры и искусства.

- граждане иностранных государств:
  - руководители дружественных Республике Абхазия государств не ниже уровня министра;
  - государственные, военные, общественные и политические деятели, внёсшие значительный вклад в развитие своих государств, способствовавшие укреплению мира и дружественных отношений между народами, проявившие полководческий талант при защите родины;
  - представители науки, культуры и искусства, получившие всенародное признание в своих государствах.

Третьей степенью ордена награждаются:
- граждане Республики Абхазия:
  - за проявленное мужество и значительные успехи, позволившие решить поставленные боевые задачи и способствовавшие изменению ситуации в пользу Вооружённых Сил Республики Абхазия, в ходе боевых действий по защите Республики Абхазия при командовании подразделением не ниже уровня роты;
  - за большие заслуги в укреплении обороноспособности и безопасности государства;
  - за большие заслуги в области внешней политики, способствовавшие развитию дружественных отношений Республики Абхазия с другими государствами;
  - за большие заслуги в области организации деятельности различных отраслей экономики, способствовавшие значительному повышению их эффективности;
  - за большие заслуги в развитии районов и городов Республики Абхазия;
  - за большие заслуги в области науки, культуры и искусства;
  - за благотворительную и гуманитарную деятельность, способствовавшую улучшению положения различных групп населения, развитию образования, культуры и искусства;
  - за большие заслуги в развитии спорта и победы, одержанные на международных соревнованиях.

- граждане иностранных государств за заслуги перед своими народами, соответствующие тем, которые определены статутом для граждан Республики Абхазия.

## Описание ордена
Знак ордена представляет собой восьмиконечную звезду в форме солярного знака, изображённого на Государственном гербе Республики Абхазия.
Размер ордена между противолежащими лучами звезды 45 мм.
В центре ордена расположен круг диаметром 15 мм, покрытый красной эмалью с расположенными внутри него пятью элементами солярного знака в форме огранённых драгоценных камней. Круг окаймлён пояском диаметром 25 мм с рельефным изображением лавровой ветви и надписью на абхазском языке «Ахьдз-апша».
Знак ордена первой степени изготовляется из золота и крепится к ленте с помощью золотого кольца. На оборотной стороне ордена в центральном поле гравируются на абхазском языке фамилия и инициалы награждённого лица, а также число, месяц и год награждения арабскими цифрами.
Знак ордена второй степени изготовляется из серебра, поясок с изображением лавровой ветви и надписью «Ахьдз-апша» позолочен. Знак ордена крепится к ленте с помощью серебряного кольца. На оборотной стороне ордена в центральном поле гравируется номер.
Знак ордена третьей степени изготовляется целиком из серебра. Знак ордена крепится с помощью серебряного кольца к колодке, обтянутой орденской лентой. На оборотной стороне ордена в центральном поле гравируется номер.
Знаки ордена, полученные за боевые заслуги, отличаются наличием на них двух скрещённых серебряных кавказских шашек, расположенных над верхним лучом звезды.
Автором эскизов ордена был абхазский художник Леварс Бутба.

## Лента, планки
Лента ордена — красная муаровая, на расстоянии 1 мм от краёв ленты проходят по одной белой полосе шириной 1 мм. Ширина ленты для первой и второй степени 35 мм, для третьей степени 24 мм.
Планки ордена изготовляются из орденской ленты. При этом на отличительные планки орденов второй и третьей степеней наложены металлические римские цифры II и III соответственно. Отличительная планка ордена первой степени без накладных цифр.

## Правила ношения
Знаки ордена надеваются только на:
- парадную военную форму
- гражданский костюм с галстуком у мужчин
- вечернее платье и женский деловой костюм

Знаки ордена надеваются только:
- в дни государственных праздников
- по случаю официальных приёмов.

В других случаях носятся только планки ордена.
Орден первой и второй степеней носится на ленте на шее, а орден третьей степени носится на орденской планке на левой стороне груди правее медалей и орденов Республики Абхазия, бывшего СССР и иностранных государств, если таковые имеются.
Носится только высшая степень ордена, за исключением орденов, полученных за боевые заслуги.